# St. Vitus (Fützen)
Die römisch-katholische

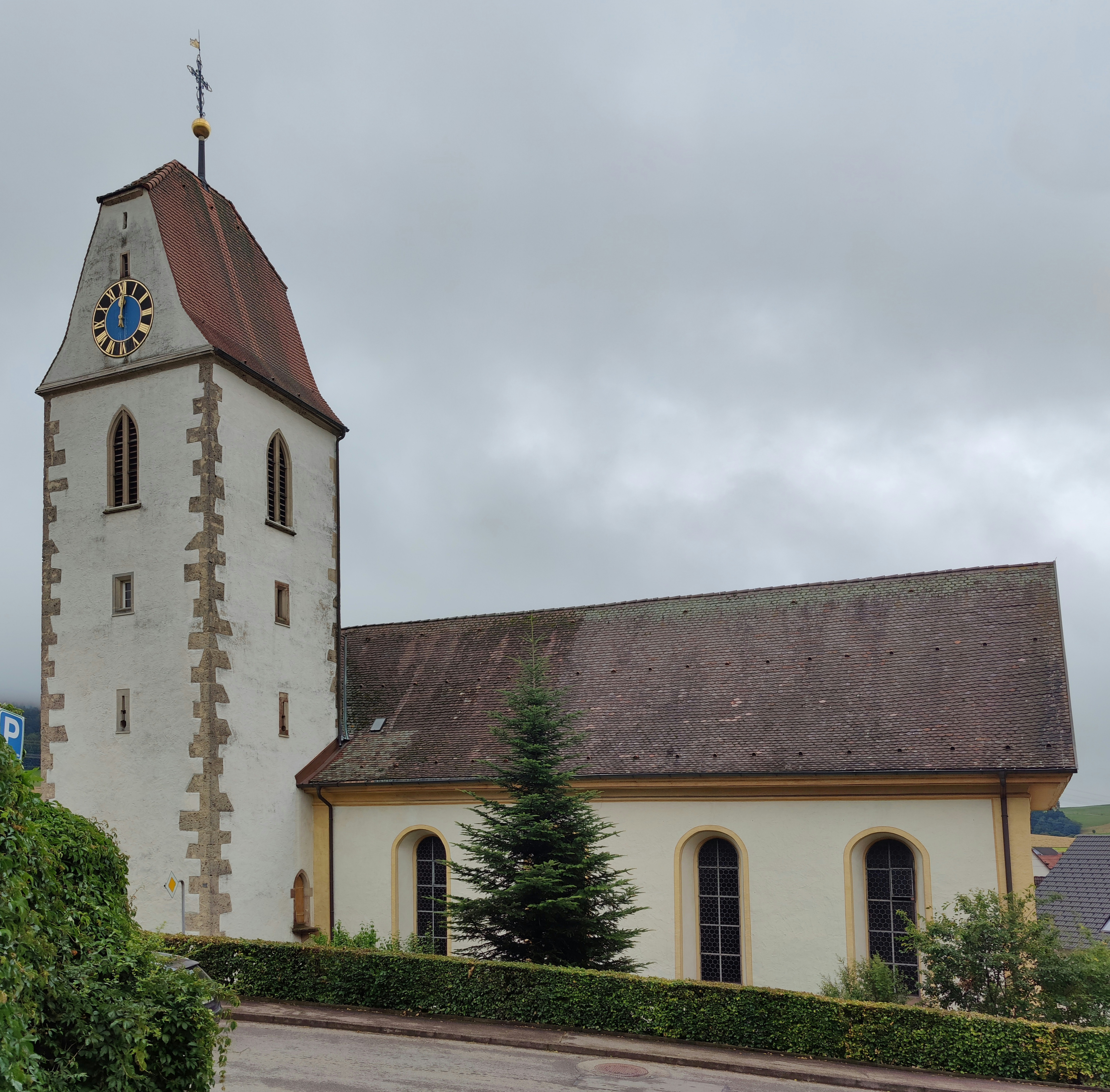
St. Vitus in Fützen

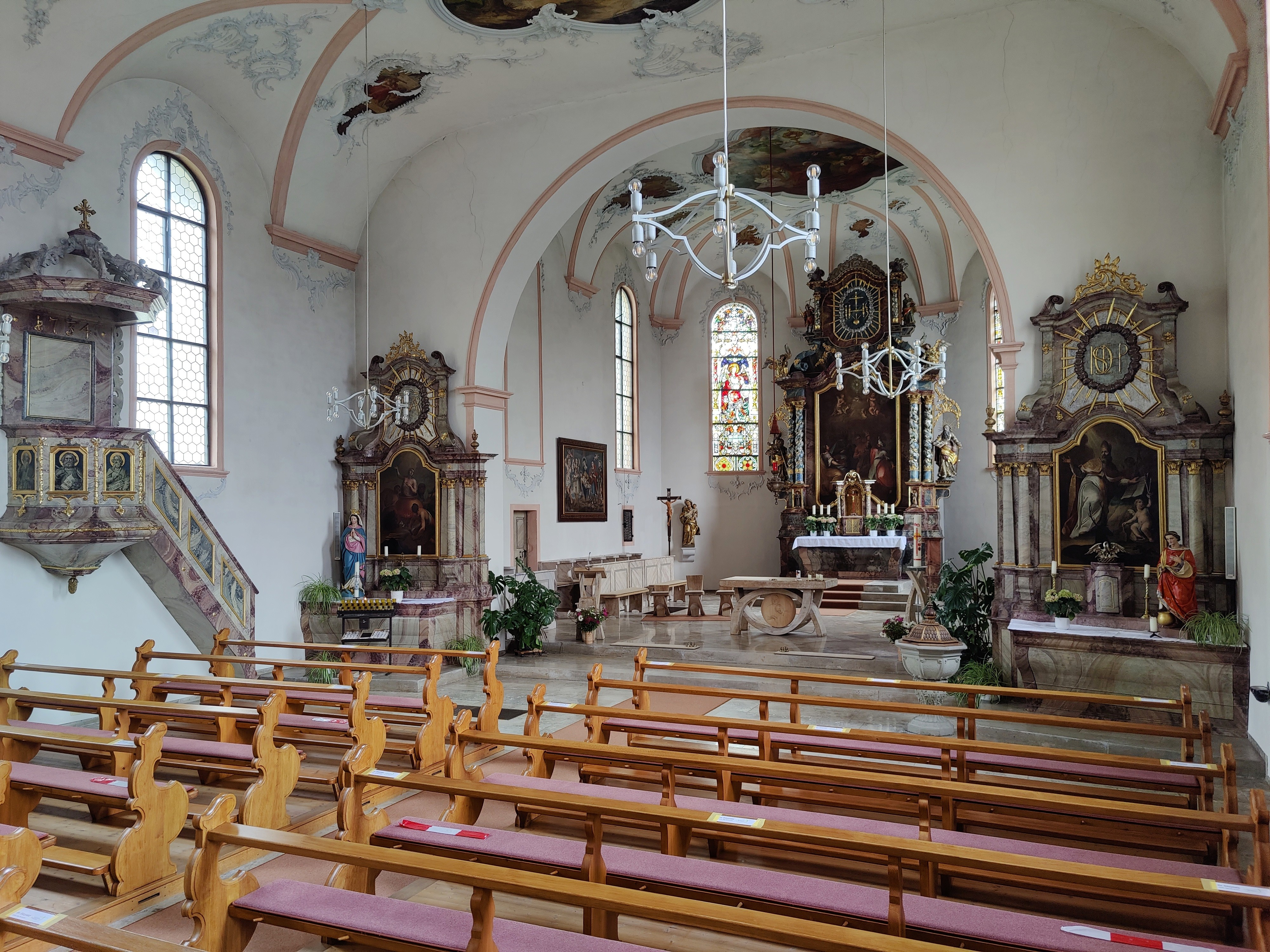
Innenraum (2021)

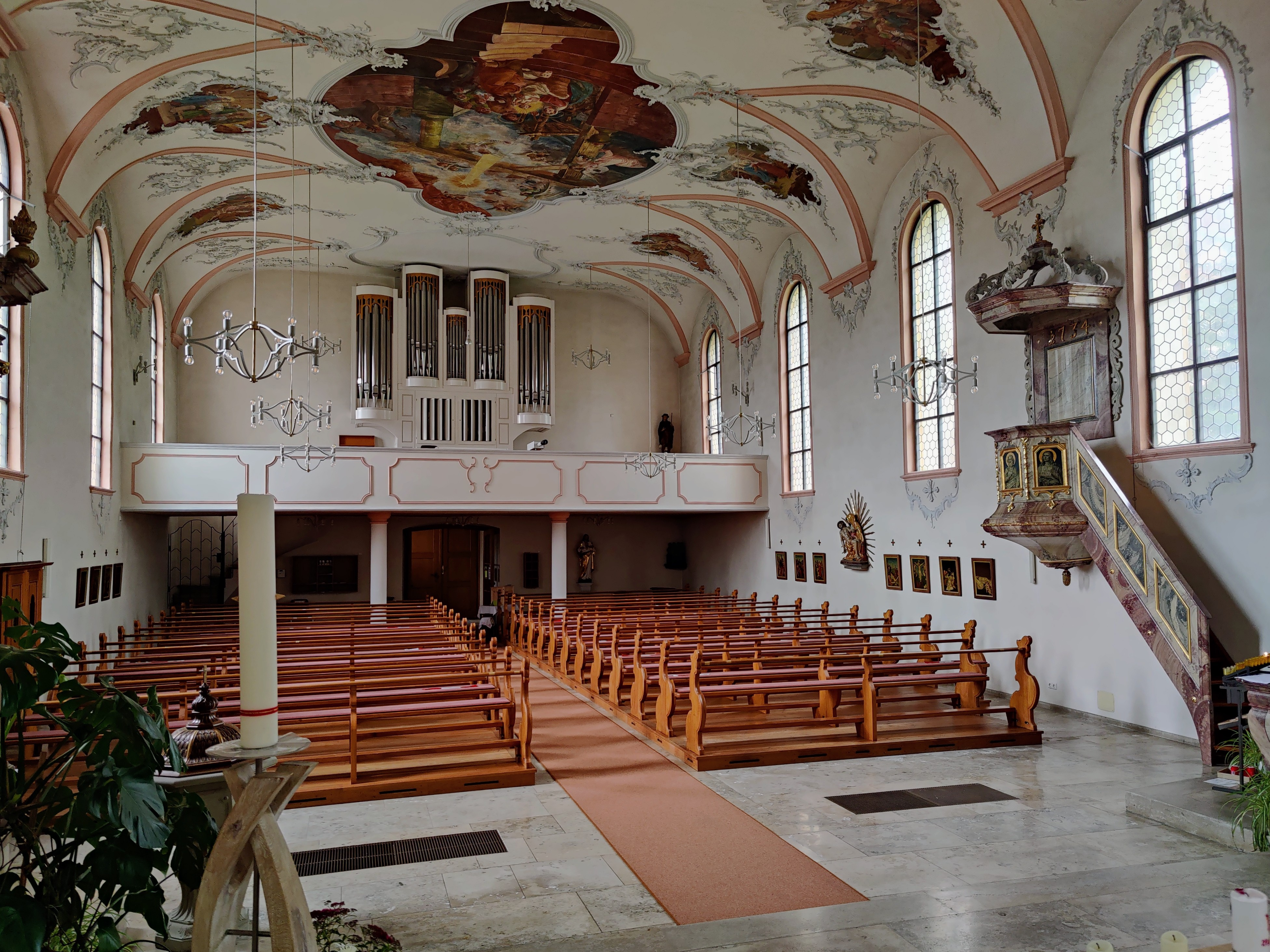
Blick zur Orgel

Pfarrkirche St. Vitus steht in Fützen, einem Stadtteil von Blumberg im Schwarzwald-Baar-Kreis in Baden-Württemberg. Die Kirchengemeinde gehört zum Erzbistum Freiburg. Das Bauwerk ist beim Landesamt für Denkmalpflege Baden-Württemberg als Baudenkmal eingetragen. Kirchenpatron ist Vitus von Lucania, einer der Vierzehn Nothelfer.

## Beschreibung
Die Saalkirche wurde 1734 gebaut, nachdem der Vorgängerbau von 1594 im Dreißigjährigen Krieg stark beschädigt worden war. Sie besteht aus einem Langhaus, einem Chor im Osten mit Fünfachtelschluss, einem Chorflankenturm an der Nordwand, der im Kern von einer Wehrkirche stammt, und der Sakristei an der Südwand. 
Der Kirchturm wurde um ein Geschoss aufgestockt und ist mit einem Krüppelwalmdach bedeckt. Auf den beiden Giebelseiten sind Zifferblätter der Turmuhr angebracht. In seinem Glockenstuhl hängt ein fünfstimmiges Glockengeläut aus Bronze, das 1955 von der Glockengießerei Heinrich Kurtz, Stuttgart gegossen wurde.
Glockenübersicht
| Glocke | Name            | Durchmesser | Gewicht  | Schlagton |
| ------ | --------------- | ----------- | -------- | --------- |
| 1      | Herz Jesu       | 1470 mm     | 1935 kg0 | cis‘±0    |
| 2      | Hl. Maria       | 1224 mm     | 1139 kg0 | e‘+1      |
| 3      | Hl. Vitus       | 1094 mm     | 798 kg   | fis‘+2    |
| 4      | Hl. Josef       | 0919 mm     | 475 kg   | a‘+3      |
| 5      | Hl. Schutzengel | 0818 mm     | 333 kg   | h‘+4      |

In den Uhrschlag der Turmuhr sind alle fünf Glocken einbezogen: Die beiden großen Glocken sorgen für den wiederholenden Stundenschlag, die übrigen ertönen zu den Viertelstunden.
Der mit Rocaillen verzierte Innenraum des Langhauses ist mit einem Stichkappengewölbe überspannt. Zur Kirchenausstattung gehören ein Hochaltar, eine Kanzel und zwei Votivbilder.
Die Orgel auf der Empore im hinteren Teil der Kirche wurde 1979 von Mönch und Prachtel gebaut. Sie verfügt über 19 Register auf zwei Manualen und Pedal.